# Bougara
Bougara (em árabe: بوقرة), anteriormente Rovigo, durante a colonização francesa, é uma cidade e comuna localizada na província de Blida, Argélia. De acordo com o censo de 2008, a população total da cidade era de 51 203 habitantes.